# Gustav Adolf von Schlemüller
Gustav Adolf Schlemüller, depuis 1822 von Schlemüller (né le 6 février 1797 à Stuhm en Prusse-Occidentale et mort le 25 mai 1863 à Berlin) est un lieutenant général prussien et adjudant général du roi Guillaume Ier.

## Biographie

### Origine
Ses parents sont l'administrateur du bureau et plus tard commissaire de la chambre Friedrich Heinrich Schlemüller et son épouse Florentine Renate, née Neukirch.

### Carrière militaire
Schlemüller étudie à l'école de Marienwerder et l'université de Königsberg. Le 20 janvier 1813, il se porte volontaire pour l'armée prussienne et rejoint le régiment de cavalerie nationale de Prusse-Orientale. Durant les guerres napoléoninnes, il combat aux sièges de Mayence et de Thionville et aux batailles de Katzbach, Leipzig, Laon et Paris. Il est également présent au passage de Wartenburg et aux batailles de Goldberg, Löwenberg, Bunzlau, Bischofswerda, Freyburg an der Unstrut, Claye et Soissons. Durant cette période, il reçoit une citation pour Firmes et la croix de fer de 2e classe pour Coulommiers et pour Meaux l'ordre de Saint-Vladimir de 4e classe. À la mi-avril 1814, Schlemüller est promu au rang de sous-lieutenant. Le 29 mars 1815, il est nommé au 8e régiment de hussards (de) et transféré au régiment de hussards du Corps de la Garde le 11 avril. De 1816 à 1829, il sert comme adjudant régimentaire. Durant cette période, il est élevé à la noblesse héréditaire prussienne le 27 mars 1822 et promu premier lieutenant le 17 mai 1825. Le 15 avril 1832, il devient capitaine et commandant d'escadron. En 1835, Schlemüller participe à la revue de Kalisch. Il est nommé chef de l'escadron d'instruction le 1er septembre 1839 et agrégé au régiment de hussards du Corps de la Garde. Le 18 mai 1840, il est transféré au ministère de la Guerre en tant que major et nommé chef du département des affaires de l'armée. Il devient également membre du département de la Remonte et, le 11 mars 1843, il est affecté au régiment de cuirassiers de la Garde. Le 31 mars 1845, il y devient lieutenant-colonel, avant de rejoindre le roi Frédéric-Guillaume IV comme adjudant le 22 mai 1845. Tout en conservant son poste d'adjudant d'aile, il se voit initialement confier le commandement du régiment de dragons de la Garde le 4 novembre 1847 et est nommé commandant du régiment le 1er avril 1848. Il est promu colonel le 8 mai 1849. Le 22 septembre 1851, Schlemüller reçoit le commandement de la 2e brigade de cavalerie de la Garde (de). Il resta l'aide de camp du roi. Le 4 novembre 1851, il est également nommé pour assumer les fonctions de commandant de Berlin jusqu'à l'arrivée du nouveau commandant, le général Friedrich von Borcke (de). Le 11 mars 1852, il est confirmé comme commandant de brigade. Le 7 août 1852, il est envoyé en Russie pour observer les manœuvres d'automne. Le 22 mars 1853, Schlemüller est promu major général et reçoit l'ordre de Saint-Jean lors de la fête de l'ordre en janvier 1854. Il est nommé commandant le 2 avril 1857 de la 14e division d'infanterie et promu lieutenant général le 9 avril 1857. Le 29 mai 1858, il est nommé commandant de la 2e division d'infanterie de la Garde. Lors de la mobilisation de 1859 pendant la guerre de Sardaigne, il devient commandant de la division de cavalerie de la Garde et est confirmé à ce poste après la fin de la mobilisation le 25 juillet 1859. Il demande cependant sa démission, qui lui est refusée le 27 septembre 1859. Le 28 octobre 1859, il reçoit l'ordre de Sainte-Anne, première classe, et le 26 janvier 1861 la Grand-Croix de l'ordre d'Albert. Le 25 juin 1861, il est nommé adjudant général du roi Guillaume Ier, inspecteur de la cavalerie de la Garde et de l'école d'équitation. En outre, Schlmüller reçoit l'ordre de l'Aigle rouge, première classe avec feuilles de chêne, le 18 octobre 1861. Le 16 septembre 1862, gravement malade, il est mis à sa disposition, conservant son poste d'adjudant général et étant décoré de l'ordre de la Couronne, première classe, avec une pension statutaire.
Il décède le 25 mai 1863 à Berlin et est enterré le 28 mai 1863 au cimetière de la garnison.

### Famille
Schlemüller se marie avec Adelaide Karoline Claude (morte en 1856), fille de Jean Benjamin Claude, dans la cathédrale de Berlin le 25 novembre 1823. Elle est enterrée au cimetière de Garrison le 19 avril 1856. Le couple a quatre filles, dont :
- Hertha (1825–1892) mariée en 1851 avec Ernst Ludwig Schuler von Senden (né en 1806)
- Ada (1829–1890) mariée avec Arthur von Knobloch (1825–1901)[5]